# Allgemeine land- und forstwirthschaftliche Zeitung
Die Allgemeine land- und forstwirthschaftliche Zeitung war von 1851 bis Ende 1867 das offizielle Organ der mit kaiserlicher Bewilligung vom 18. Juni 1812 versehenen „k.k. Landwirthschafts-Gesellschaft in Wien“. Dem Periodikum war das „Niederösterreichische Landwirthschaftliche Wochen-Blatt“ vorausgegangen, das die Gesellschaft vom 3. April 1845 bis Ende 1848 herausgegeben hatte.
Die Allgemeine land- und forstwirthschaftliche Zeitung erschien wöchentlich und beinhaltete zahlreiche Fachartikel sowie eine ständige Rubrik mit den „Verhandlungen der k.k. Landwirthschafts-Gesellschaft in Wien“. Vom Gründungstag, 5. Juli 1851, bis Ende 1865 lag die (Chef-)Redaktion in den Händen von Josef Arenstein (1816–1892). Aus finanziellen Gründen gab die Gesellschaft die „Land- und forstwirthschaftliche Zeitung“ mit 1. Jänner 1870 in das Eigentum ihres Redakteurs Hugo H. Hitschmann (1838–1904) ab.
Nachfolger der Allgemeinen land- und forstwirthschaftlichen Zeitung wurde mit 1. Jänner 1868 die Wiener Landwirthschaftliche Zeitung.